# Web of Spider-Man
Web of Spider-Man (рус. Паутина Человека-паука) — серия комиксов о супергерое Человеке-пауке, которая издавалась Marvel Comics с 1985 по 1995 год и с 2009 по 2010 (Vol. 2). Всего было выпущено 129 номеров комикса (Vol.1). Известен тем, что в 18-м номере комикса Web of Spider-Man в сентябре 1986 года впервые появился Эдди Брок.

## История

### Volume 1
Комикс Web of Spider-Man пришёл на замену предыдущему Marvel Team-Up, который в то время был третьим ежемесячно выходящим комиксом с участием Человека-паука.
В первые годы выхода комикса и в 1990-1991 он не имел постоянных авторов, в результате чего качество комикса было хуже по сравнению с двумя другими комиксами того времени о Человеке-пауке, The Amazing Spider-Man и The Spectacular Spider-Man. Больше всего над комиксом работал художник Алекс Савюк (англ. Alex Saviuk), который нарисовал более 80 выпусков в период с 1988 по 1994 года.
После 129 номера, вышедшего в октябре 1995 года, серия была переименована в Web of Scarlet Spider (рус. Паутина Алого Паука) и нумерация выпусков вновь началась с единицы. После четырёх выпусков Web of Scarlet Spider, серия была закрыта, и вместо неё начался выпуск нового комикса о Человеке-пауке — The Sensational Spider-Man (рус. Сенсационный Человек-паук).

### Volume 2
В октябре 2009 года комикс Web of Spider-Man был перезапущен. Серия была закрыта в сентябре 2010 года, всего вышло 12 выпусков.

## Коллекционные издания
- Essential Web of Spider-Man
  - Vol. 1 collects Web of Spider-Man #1-18 and Annual #1-2, 528 pages, September 2011, ISBN 978-0785157564
  - Vol. 2 collects Web of Spider-Man#19-32 and Annual #3, 480 pages, July 2012, ISBN 978-0785163329
- Spider-Man: Birth of Venom includes Web of Spider-Man #1, 352 pages, April 2007, ISBN 0-7851-2498-5
- Secret Wars II Omnibus includes Web of Spider-Man #6, 1184 pages, May 2009, ISBN 978-0785131113
- Spider-Man Fearful Symmetry: Kraven's Last Hunt includes Web of Spider-Man #31-32, 164 pages, December 1991, ISBN 978-0871355522
- Spider-Man's Greatest Villains includes Web of Spider-Man #38, 176 pages, December 1995, ISBN 978-0752201238
- Evolutionary War Omnibus includes Web of Spider-Man Annual #4, 472 pages, September 2011, ISBN 978-0785155478
- Atlantis Attacks Omnibus includes Web of Spider-Man Annual #5, 552 pages, March 2011, ISBN 978-0785144922
- Spider-Man: The Cosmic Adventures includes Web of Spider-Man #59-61, 192 pages, March 1993, ISBN 978-0871359636
- Acts of Vengeance Omnibus includes Web of Spider-Man #64-65, 744 pages, March 2011, ISBN 978-0785144649
- Spider-Man and New Warriors: Hero Killers includes Web of Spider-Man Annual #8, 232 pages, March 2012, ISBN 978-0785159674
- Spirits of Venom includes Web of Spider-Man #95-96, 48 pages, December 1993, ISBN 978-0785100096
- Spider-Man: Maximum Carnage includes Web of Spider-Man #101-103, 336 pages, December 2006, ISBN 978-0785109877
- Spider-Man: The Complete Clone Saga Epic
  - Book 1 includes Web of Spider-Man #117-119, 424 pages, April 2010, ISBN 978-0785144625
  - Book 2 includes Web of Spider-Man #120-122, 480 pages, June 2010, ISBN 978-0785143512
  - Book 3 includes Web of Spider-Man #123-124, 464 pages, September 2010, ISBN 978-0785149545
  - Book 4 includes Web of Spider-Man #125-127, 480 pages, December 2010, ISBN 978-0785149552
  - Book 5 includes Web of Spider-Man #128-129, 472 pages, February 2011, ISBN 978-0785150091
- The Amazing Spider-Man: Return of the Black Cat includes Web of Spider-Man vol. 2 #1, 168 pages, June 2010, ISBN 978-0785138686
- Spider-Man: New York Stories includes back-up stories from Web of Spider-Man vol. 2 #1, 3-5, 7-11, 152 pages, May 2011, ISBN 0785156372
- The Amazing Spider-Man: The Gauntlet
  - Vol. 1 - Electro & Sandman includes Web of Spider-Man vol. 2 #2, 176 pages, March 2010, ISBN 978-0785142645
  - Vol. 2 - Rhino & Mysterio includes Web of Spider-Man vol. 2 #3-4, 160 pages, April 2010, ISBN 978-0785142652
  - Vol. 3 - Vulture & Morbius includes Web of Spider-Man vol. 2 #2 and #6, 136 pages, June 2010, ISBN 978-0785146117
  - Vol. 5 - The Lizard includes Web of Spider-Man vol. 2 #6, 128 pages, September 2010, ISBN 978-0785146155
- Spider-Man: Grim Hunt includes Web of Spider-Man vol. 2 #7, 192 pages, March 2011, ISBN 978-0785146186
- Spider-Man: The Extremist includes Web of Spider-Man vol. 2 #8-12, 144 pages, May 2011, ISBN 978-0785156703